# Corrupião-de-coroa-laranja
Icterus auricapillus é uma espécie de ave da família Icteridae.
Pode ser encontrada nos seguintes países: Colômbia, Panamá e Venezuela.
Os seus habitats naturais são: florestas secas tropicais ou subtropicais , florestas subtropicais ou tropicais húmidas de baixa altitude e florestas secundárias altamente degradadas.